# Warren Hastings
Warren Hastings (ur. 6 grudnia 1732 w Churchill, zm. 22 sierpnia 1818 w Daylesford) – angielski gubernator Indii Wschodnich.
W 1750 rozpoczął pracę w Kompanii Wschodnioindyjskiej w Bengalu. Od 1756 służył pod dowództwem Roberta Clive. W latach 1761–1764 był członkiem rady w Kalkucie.
Po powrocie do Anglii utracił majątek, więc zaciągnął się ponownie na służbę w Kompanii. W 1769 został członkiem rządu w Madrasie. W 1772 gubernatorem Bengalu a w 1773 pierwszym gubernatorem Indii Wschodnich. Rozbudował władzę Kompanii, zreformował administrację i podwyższył dochody Kompanii z trzech do pięciu milionów funtów szterlingów. Kompania przejęła kontrolę nad Indiami, a Kalkuta stała się centrum administracyjnym kraju.
Hastings popadł jednak w konflikt z rządem angielskim, który dążył do ograniczenia władzy Kompanii. Po odejściu z rządu Lorda North, został odwołany i oskarżony przez Edmunda Burke o malwersacje finansowe i nadużycia w stosunku do miejscowej ludności. Proces rozpoczął się 13 lutego 1788. Hastings został uwolniony w kwietniu 1795, stracił jednak majątek. Od tamtej pory żył w odosobnieniu. Jednak w maju 1814 został powołany przez księcia regenta do Rady Prywatnej. Zmarł w wieku 86 lat.